# 自生者
自生者（梵語： IAST：） 是一个梵语词，意为“自我出现”, “自我存在”或“由自己创造”。自生者（Svayam-bhu）的词源是“Svayam”（स्वयम्），意思是“自己”或“独自”，而“bhu”（स्वयम्）意思是“出生”或“产生”。

## 在婆羅門教及印度教神話中
通常，自生者这个词被用来指稱一个自我诞生的神靈，祂不是由任何其他生靈所造生的，而是自然出现的或自然出生的。根据《摩蹉往世书》、《罗摩衍那》和《摩诃婆罗多》，毗湿奴被称为自生者。每一部吠陀中，湿婆都被称为自生者。梵天在吠陀中也被称为“自生者”，自我诞生于毗湿奴臍上莲花，而非毗湿奴创造。《群主奥义书》将象头神描述为自生者且至高无上。
这个词同时适用于有形和无形的神或神迹，例如：究提林迦、蒂鲁马拉范卡德瓦拉庙的神等都被称为自生者。

## 在藏傳佛教神話中
《大乘庄严宝王经》别本记载，慈悲無上佛是諸天的源頭，亦是自生者。該經聲稱慈悲無上佛眼生日天和月天，眉生大自在天，肩生大梵天王，心生遍入天王，齒生辯才天女，口生風天，地天自祂的腿腳生出，靝天自祂的腹肚生出。

## 阿马尔纳特石窟的冰林迦

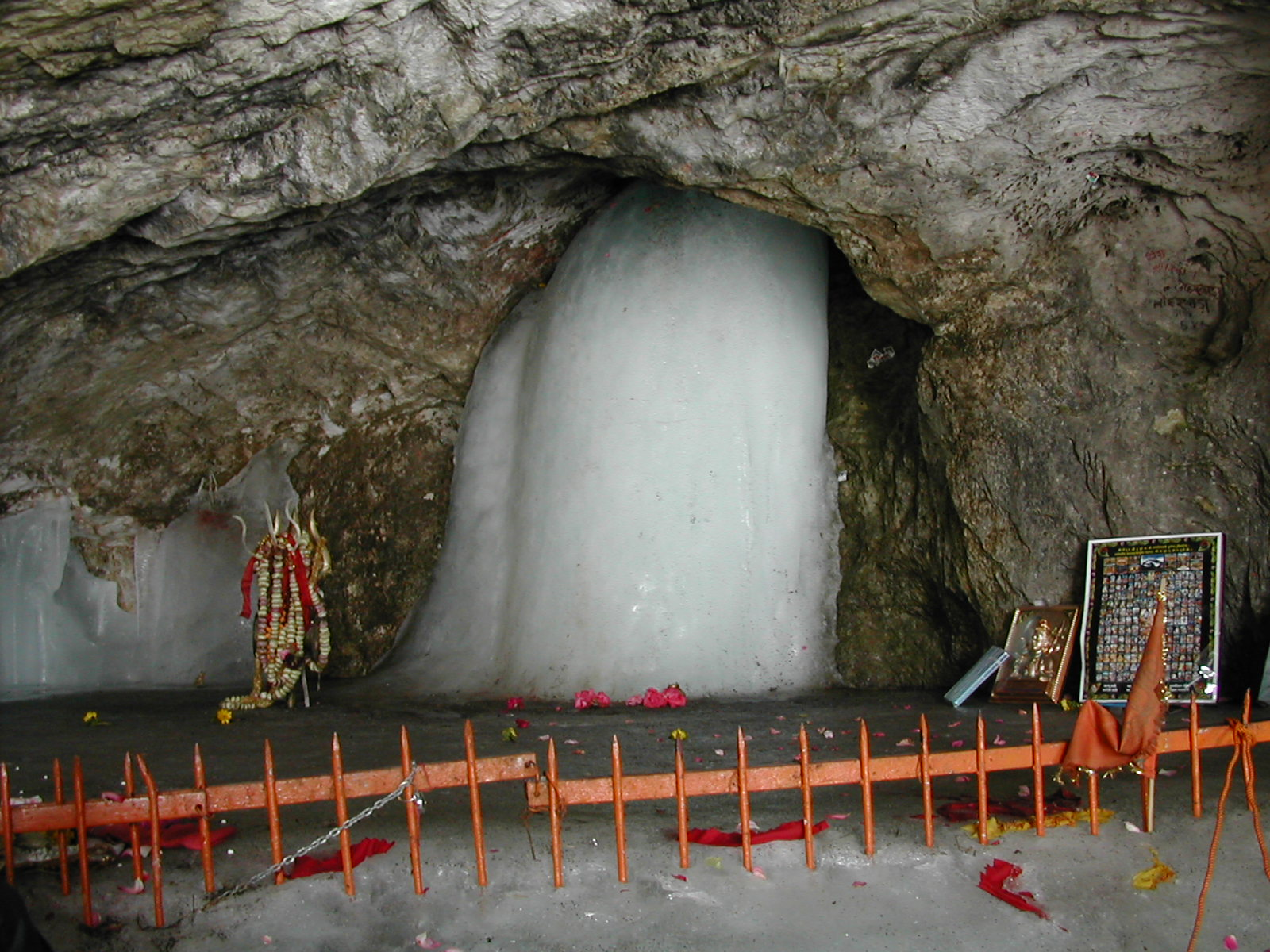
阿马尔纳特石窟湿婆林迦庙

在40米高的阿马尔纳特石窟内，石笋由洞穴顶部落到地面的水滴结冰而形成，并从洞穴地面垂直生长，印度教徒认为这是自生的湿婆林迦。 每年5月到8月，随着洞穴上方喜马拉雅山的积雪融化，洞穴逐渐变暖，由此产生的水渗入形成洞穴的岩石中，随后逐渐消退。根据宗教信仰，林迦会随着月相的变化而增长或退缩，在夏季期间达到最高点。